# MHC Teteringen
MHC Teteringen is een Nederlandse hockeyclub uit de Noord-Brabantse plaats Teteringen, gemeente Breda.
De club werd opgericht op 3 oktober 1973 en speelt op Sportpark De Gouwen waar ook een tennis- en een voetbalvereniging zijn gevestigd. De club heeft in het seizoen 2014/15 een heren-standaardteams in de bondscompetities van de KNHB.